# Vogue (baile)
Vogue o voguing es una forma estilizada y moderna de house dance originada en la década de 1980 que evolucionó a partir de la cultura ball de Harlem, Nueva York, de la década de 1960. Se popularizó cuando apareció en la canción y el vídeo de Madonna «Vogue» (1990), y cuando se exhibió en el documental de 1990 Paris is Burning (que ganó el gran premio del jurado en el Festival de Sundance de 1991). En su forma moderna, esta danza se ha convertido en un fenómeno global que continúa evolucionando tanto estilística como demográficamente.

## Historia
Inspirada en el estilo de los jeroglíficos del Antiguo Egipto y las famosas poses de modelos de la revista Vogue, el voguing se caracteriza por movimientos que imitan a estas modelos integradas con posturas angulares, lineales y rígidos del brazo, la pierna y el cuerpo. Este estilo de baile surgió de los salones de baile de la cultura ball de Harlem donde se congregaban las drag queens afroamericanas de principios de la década de 1960 y su tradición de criticar ("throw shade") con un insulto sutil dirigido a otras reinas para impresionar a los jueces. Originalmente se llamaba "presentación" y luego "performance". Con el paso de los años, la danza se convirtió en la forma más intrincada y acrobática que ahora se denomina "vogue".
Los orígenes precisos del voguing están en disputa. Aunque muchos citan la historia en la que Paris Dupree sacó una revista Vogue e imitó la pose al compás de la música (y otras reinas posteriores), hay otros relatos que indican que este baile pudo haberse originado entre los reclusos gais negros de la Isla Rikers para la atención de otros hombres y la crítica ("shade"). El voguing se sigue desarrollando continuamente como una forma de baile establecida que se practica en la cultura ball LGBT y en los clubes de las principales ciudades de los Estados Unidos y en todo el mundo, principalmente Nueva York y París.

## La culturaballroom
La cultura del ballroom nació en Nueva York y se convirtió en un espacio de liberación y expresión para la comunidad LGBTIQ+, que en su momento era perseguida y discriminada. Son eventos que unen baile, lip sync, modelaje y performance y gracias a los cuales nació lo que hoy se conoce como vogue o voguing.
Si bien existen antecedentes de reuniones con elementos similares desde finales del siglo XIX, se estima que el primer ball ocurrió a comienzos de los 60. Durante los 70 y 80 se produjo el gran auge de estos espacios, principalmente entre jóvenes afro y latinos que fueron rechazados por sus familias a causa de su orientación sexual o identidad de género. 
En 1990, el documental Paris is Burning, así como el sencillo «Vogue» de Madonna, contribuyeron a visibilizar la cultura del ballroom a un nivel más amplio.

## Estilos

### Forma clásica (old way)
La forma antigua o clásica se caracteriza por la formación de líneas, la simetría y la precisión en la ejecución de formaciones con una acción elegante y fluida. Los jeroglíficos egipcios y las posturas de las imágenes de moda son las inspiraciones originales de la vieja usanza. En su forma más pura e histórica, la forma clásica es un duelo entre dos bailarines rivales. Tradicionalmente, las reglas clásicas dictan que un rival debe «clavar» (pin) al otro para ganar el concurso. Esto implicaba atrapar a un oponente para que no pudiera ejecutar ningún movimiento mientras el adversario aún seguía moviéndose (por lo general, utilizando movimientos de los brazos y las manos, en la llamada performance manual), mientras el oponente estaba «inmovilizado» (pinned) contra el piso haciendo «ejercicios de suelo» o contra una pared).

### Forma moderna (new way)

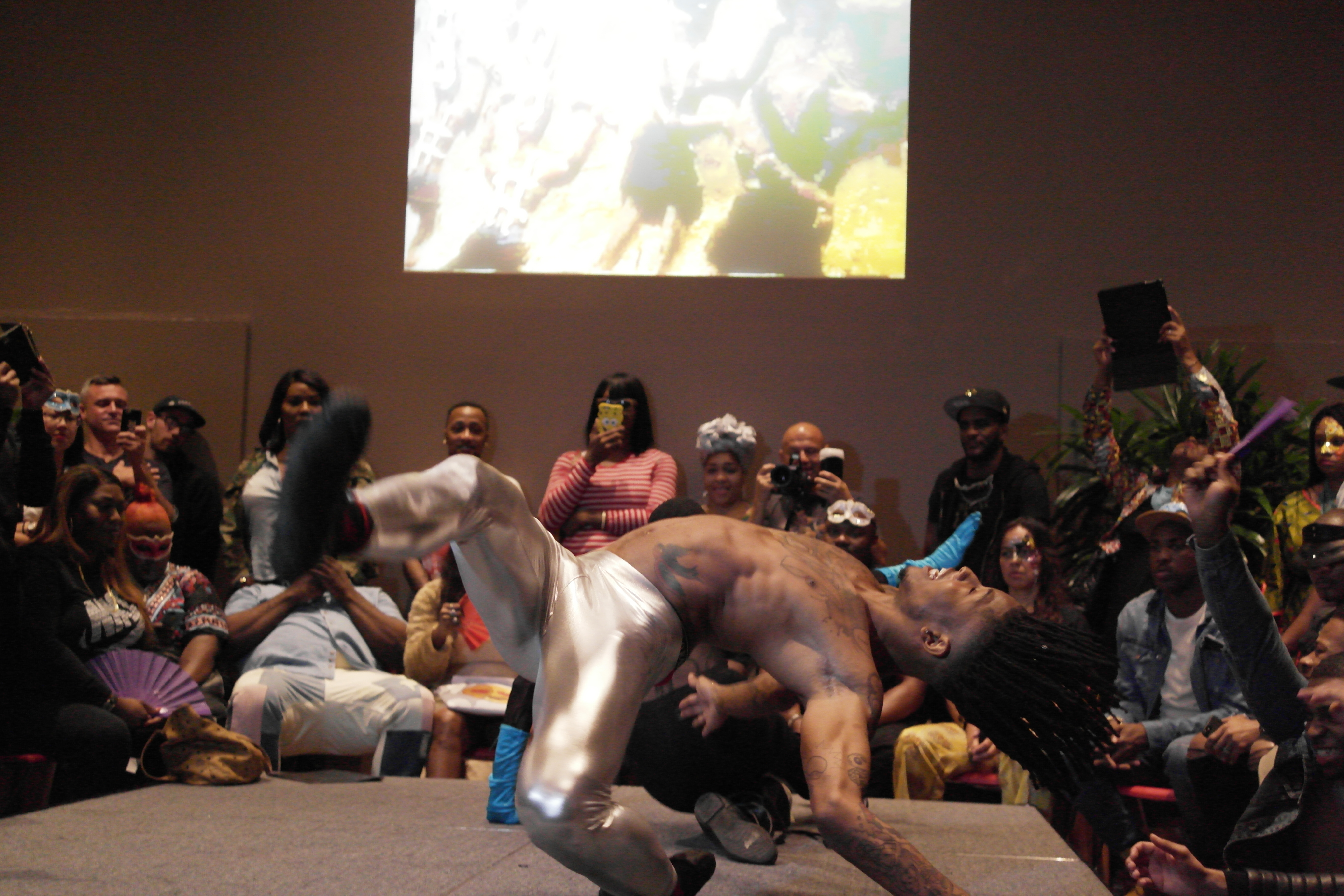
Bailarines realizando los movimientos acrobáticos del voguing.

La manera moderna del voguing se caracteriza por movimientos rígidos junto con «clics» (contorsiones de las extremidades en las articulaciones) y «control de brazos» (movimientos de la mano y la muñeca, que a veces incluye estilos de baile, como el tutting y el locking). La forma moderna también se puede describir como la modificación de una mímica en la que durante el movimiento se introducen formas geométricas imaginarias, como una caja, que se mueven progresivamente alrededor del cuerpo del bailarín para mostrar su destreza y su memoria. La forma moderna implica una flexibilidad increíble.

### Vogue fem
Esta variante (fem deriva de la palabra francesa femme, que significa «mujer») es la fluidez en su forma más extrema, con movimientos femeninos exagerados influenciados por el ballet, el jazz y la danza moderna. Los estilos de las interpretaciones de vogue fem van desde dramatics (que enfatiza acrobacias, trucos y velocidad) hasta Soft (que enfatiza las continuas gráficas, bellas y fáciles de fluir entre los elementos que componen la variante). Actualmente hay cinco elementos de vogue fem:
- Duckwalk: recibe su nombre porque la ejecución parece el andar de un pato, que implica ponerse en cuclillas sobre los talones e ir dando patadas mientras avanzas con el ritmo.Jóvenes ejecutando un duckwalk en una competición.

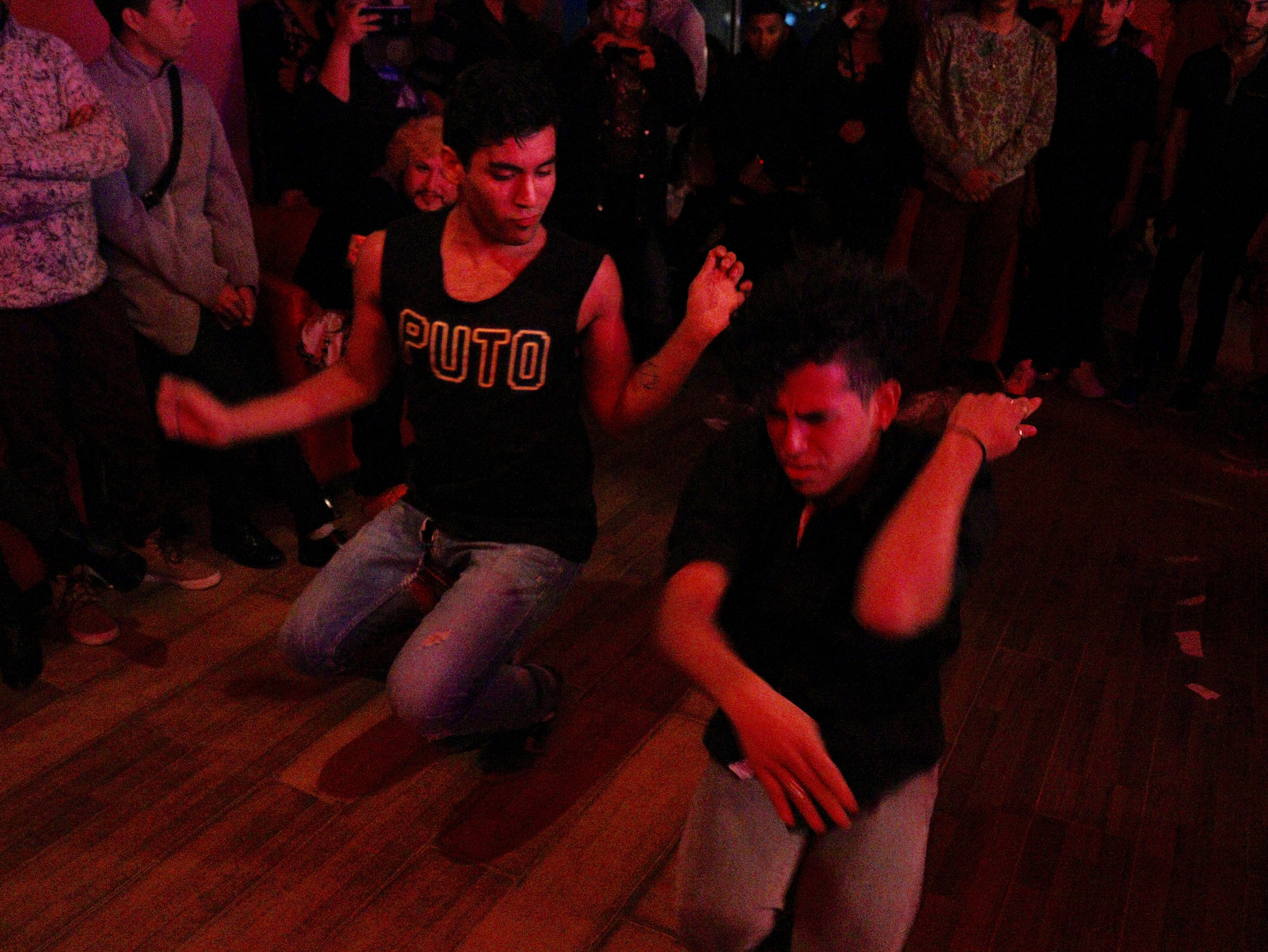
Jóvenes ejecutando un duckwalk en una competición.

- Catwalk: es una forma femenina exagerada de andar cruzando las piernas una sobre la otra y moviendo las caderas de lado a lado, mientras las manos se bambolean de forma opuesta a las piernas.
- Hands performance: durante la perfomance, las manos del artista a menudo cuentan una historia. Este es el componente de ejecución utilizado para criticar (throw shade). Por ejemplo, imitar una expresión de horror por la forma en que se ve la cara de los oponentes.
- Floor performance: este componente demuestra la sensualidad de los competidores mientras giran y se mueven en el suelo de forma tal que captan la atención de los jueces.
- Spins and dips («giros y caídas»): este es el componente más vistoso del voguing. Se realizan giros con el ritmo y caídas en el suelo. Un giro o una caída solo se realiza correctamente cuando se ejecuta con el clímax de la música.

## Escenas y capítulos

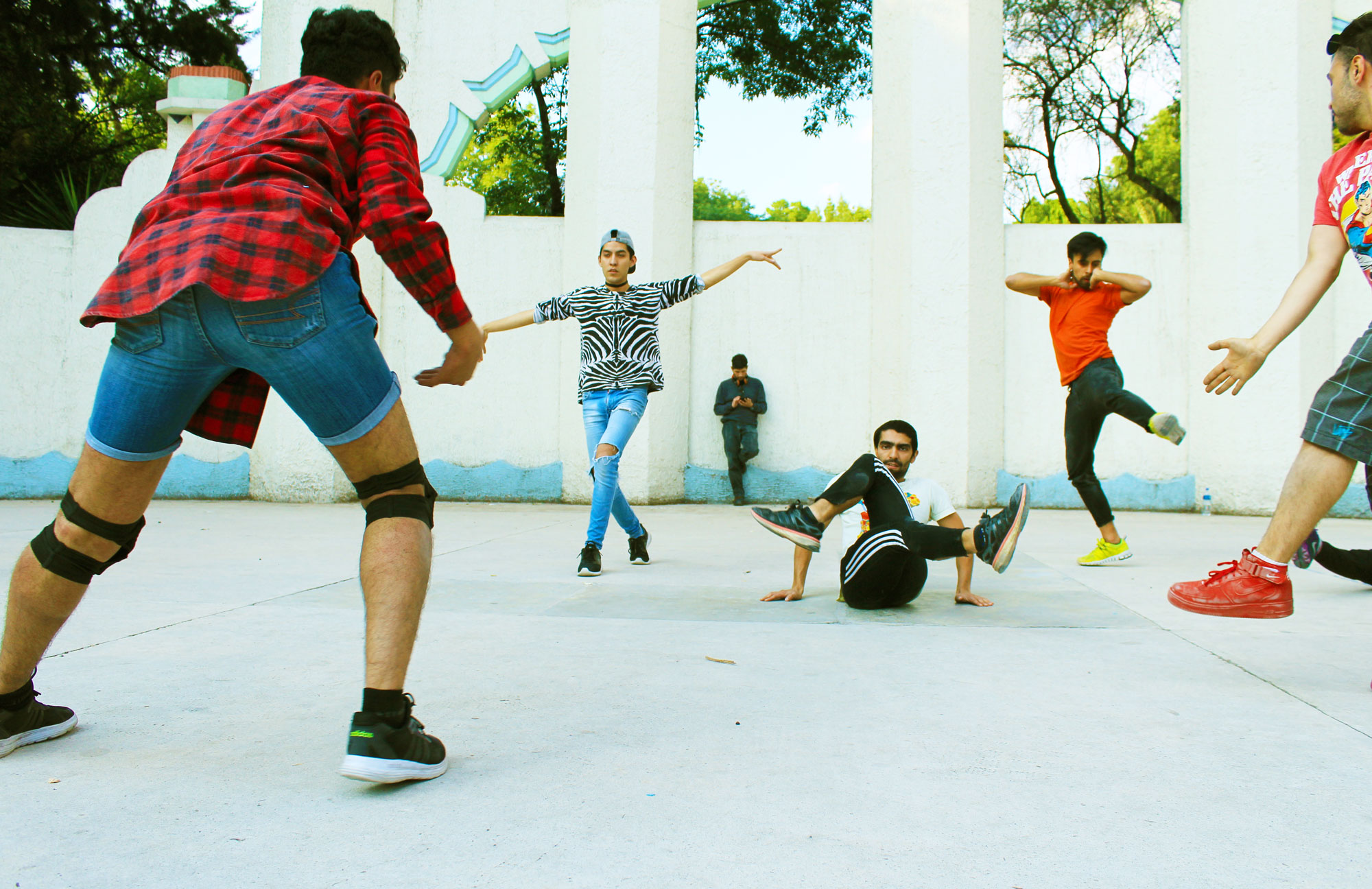
Vogue en Ciudad de México (2017)

El vogue se ha convertido en un baile deportivo underground con presencia internacional y con importantes competiciones en diferentes regiones de los Estados Unidos y en todo el mundo. El estado de Nueva York sigue siendo la meca de la cultura ball, así como del voguing, pero existen distintas capitales regionales: Chicago y Detroit para el Medio Oeste. Atlanta, Charlotte, Dallas, Miami para el sur. Los Ángeles y Las Vegas para la costa oeste. Baltimore, Washington D. C., Connecticut, Filadelfia, Pittsburgh y Virginia para la costa este.
Este baile se ha extendido por ciudades de todo el mundo, como en Europa Occidental (sobre todo en países como Reino Unido, Francia, Países Bajos, Alemania, Suecia y España), Europa del Este, América Latina (México, Argentina, Brasil, Chile, Colombia, Costa Rica, Panamá) y la región Asia-Pacífico (Japón y Nueva Zelanda) donde han surgido y celebrado concursos inspirados en el voguing original de la ciudad de Nueva York.

## Influencias

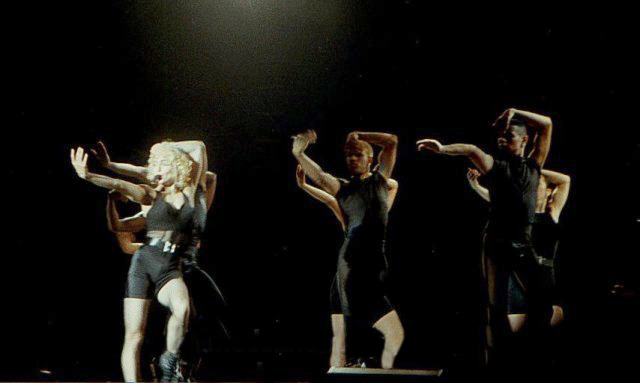
Madonna y sus bailarines ejecutando el vogue durante el Blond Ambition World Tour de 1990. La cantante otorgó exposición global al baile, hasta entonces minoritario.

Varias celebridades y artistas de la música pop han sido influenciados por el vogue. Madonna, Katy Perry, Beyoncé, Rihanna, Willow Smith, FKA Twigs, Ariana Grande y Azealia Banks se han inspirado en el voguing clásico y moderno, al tiempo que han incorporado ritmos tradicionalmente ligados a este baile.
Uno de las influencias más destacables del voguing proviene de la película documental de 2016 Kiki, en la que son representadas competiciones contemporáneas y la continuidad de la cultura ball.
Por otro lado, la serie de televisión de FX Pose es un homenaje constante a la cultura del voguing.